# Girolamo Branconio
(Luigi Orsolini, 1674)
Girolamo Branconio (L'Aquila, 1560 circa – L'Aquila, 1629) è stato un abate, letterato e mecenate italiano.
Fu uno dei più importanti personaggi della famiglia aquilana dei Branconio.

## Biografia
Nacque nella seconda metà del XVI secolo, probabilmente intorno al 1560, da Fabrizio Branconio e Giulia Porcinari; Fabrizio fu importante esponente politico e, per quattro occasioni, camerlengo cittadino, mentre Giulia era l'erede del nobile casato dei Porcinari.
Ereditò dall'antenato Giovanni Battista Branconio il controllo dell'abbazia di San Clemente a Casauria e ne divenne abate e commendatario già in giovanissima età, tra gli anni ottanta e novanta del Cinquecento. Oltre che per gli interessi religiosi, si distinse per abilità amministrativa e spirito mecenatistico, investendo numerose risorse nella cura e nell'abbellimento del patrimonio familiare, tra cui spiccava il palazzo Branconio in piazza San Silvestro. Nella prima metà del XVII secolo acquistò da Ludovico Organella da Roio alcuni fabbricati posti all'angolo tra piazza San Silvestro e via Garibaldi dove realizzò l'edificio oggi noto come palazzo Farinosi Branconi, riunificando in esso una serie di unità edilizie d'origine cinquecentesca ed originariamente autonome.
Negli anni seguenti commissiona a numerosi artisti, per lo più di scuola raffaellesca, la decorazione dei possedimenti di famiglia, principalmente la cappella nella chiesa di San Silvestro, commissionata al pittore Giulio Cesare Bedeschini, e alcune sale del nuovo palazzo — tra cui spicca la Sala di San Clemente — che, nel 1639, divenne residenza di tutta la famiglia. All'interno del giardino del vecchio Palazzo Branconio realizza inoltre un Casino delle Delizie facendolo affrescare interamente con un ciclo di storie sulla vita di Mosè, ad oggi quasi completamente perduto.
Pur essendo vicino alla spiritualità oratoriana, fu tra i principali mediatori nel confronto tra la comunità religiosa aquilana ed i Gesuiti, da poco approdati in città; partecipò ad alcune esercitazioni poetiche e, all'inizio del XVII secolo, compare nell'opera d'ispirazione boccaccesca Delle giornate aquilane di Scipione Pisanelli (1602). Fu membro attivo, con l'umanista Salvatore Massonio, dell'Accademia dei Velati che raggruppava l'élite cittadina dell'epoca.
Dotato di notevole abilità nella cura del patrimonio, venne scelto come tutore dei nipoti Alessandro Branconio (figlio del fratello Orazio) e Giovambattista Branconio (figlio della sorella Olimpia). Strinse, inoltre, amicizia con il cardinale Alessandro Crescenzi che lo aiutò economicamente nella fondazione dell'oratorio aquilano di San Filippo Neri.
Morì all'Aquila nel 1629.